# Ван дер Варт, Рафаэл
Рафаэ́л Фердина́нд ван дер Варт (нидерл. Rafael Ferdinand van der Vaartо файле, произношение [ˈraːfa.ɛl vɑn dɛr ˈvaːrt]; род. 11 февраля 1983[…], Хемскерк, Северная Голландия) — нидерландский футболист, выступавший на позиции полузащитника. Выступал за сборную Нидерландов. Воспитанник футбольной школы амстердамского «Аякса». Отличался высоким мастерством исполнения штрафных ударов и хорошей техникой.
За сборную играл на трёх подряд чемпионатах Европы (2004, 2008 и 2012) и двух чемпионатах мира (2006 и 2010). Выиграл бронзу чемпионата Европы 2004 года и серебро чемпионата мира 2010 года. Входит в пятёрку футболистов, проведших наибольшее количество матчей за сборную Нидерландов за всю историю.

## Биография

### Клубная карьера

#### «Аякс»
В десять лет Рафаэл ван дер Варт попал на просмотр в амстердамскую школу одного из сильнейших клубов страны, «Аякса». Его способности произвели впечатление на тренеров детской команды, и молодого футболиста приняли. В семнадцать лет Рафаэл дебютировал за главную команду «Аякса» в ничейном (1:1) матче с «Ден Босом» в сезоне 1999/00. Хотя он играл с рвением, демонстрируя хорошую технику, на поле в том сезоне он больше не выходил.
В начале сезона 2000/01 ван дер Варт был игроком запаса, но по ходу сезона тренер «Аякса», Ко Адриансе, доверял своему молодому полузащитнику всё больше времени на поле. Он занял позицию центрального атакующего полузащитника, иногда играл на левом фланге полузащиты. В том сезоне болельщики клуба, увидев в юном футболисте большой потенциал, выбрали его лучшим молодым игроком «Аякса».
В сезоне 2001/02 ван дер Варт должен был стать одним из лидеров команды, однако он получил серьёзное повреждение мениска, которое потребовало операции и продолжительной реабилитации. Однако после возвращения на поле 2 апреля 2002 года у футболиста случился рецидив травмы, в результате которого потребовалась ещё одна, на этот раз более серьёзная операция. Травма и последующее восстановление вынудили Рафаэла пропустить остаток сезона.
В сезоне 2002/03 ван дер Варт полностью выздоровел, вернулся в строй и на Амстердамском футбольном турнире показал выдающуюся игру, забив два гола в ворота «Барселоны». «Аякс» выиграл турнир, а Рафаэл ван дер Варт был признан его лучшим игроком.

#### «Гамбург»

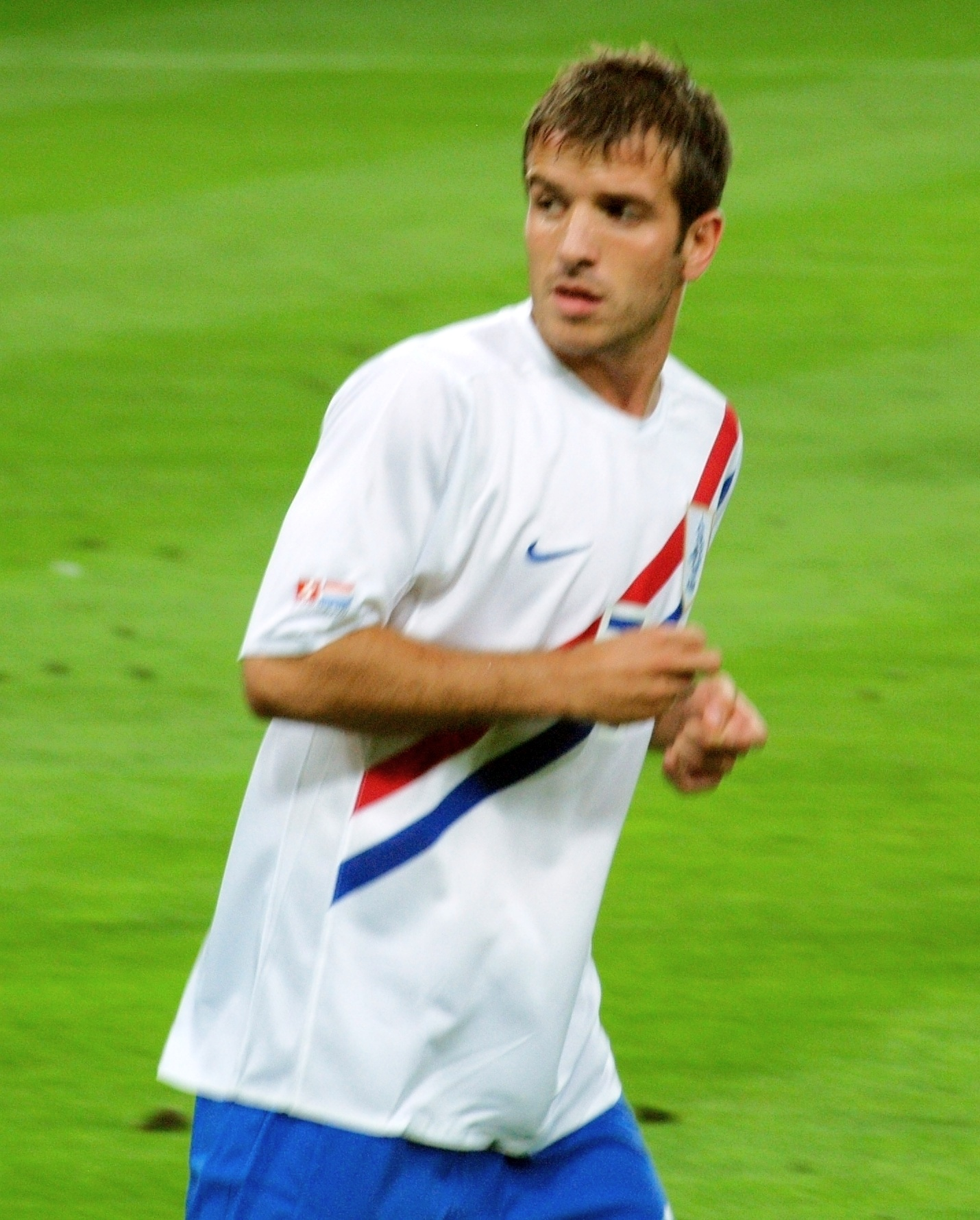
Ван дер Варт в игре за сборную

Ван дер Варт неожиданно для всех перешёл в «Гамбург» 1 июля 2005 года. Предполагалось, что он пополнит состав одного из ведущих клубов Европы, к числу которых «Гамбург» на тот момент не относился — возможными кандидатами на победу в борьбе за молодого и перспективного полузащитника считались «Барселона», мадридский «Реал» и «Манчестер Юнайтед». В «Гамбурге» ван дер Варт играет роль плеймейкера — ведущего игру полузащитника. Во многом благодаря его приходу в команду «Гамбургу» удалось одержать победу в Кубке Интертото 2005, занять 3-е место в Бундеслиге 2005/06 и попасть в групповой турнир Лиги чемпионов. В своём первом сезоне в Германии ван дер Варт стал лучшим бомбардиром команды, забив 9 голов, часть из которых он забил красивыми дальними ударами.
Перед началом сезона 2006/07 ван дер Варт был выбран капитаном команды. Однако очередная травма в начале сезона надолго вывела его из строя. За это время «Гамбург» успел опуститься в зону вылета, выиграв лишь один матч в первом круге. Возвращение Рафаэла оказало мгновенный эффект на игру команды, особенно в Лиге чемпионов, где он забил три гола в трёх матчах, которых однако не хватило для выхода в плей-офф. В чемпионате с ван дер Вартом «Гамбург» смог покинуть опасную зону и, обыгрывая такие команды, как «Бавария», «Вердер» и «Шальке 04», подняться до 7-го места и попасть в Кубок Интертото, который по итогам соревнования «Гамбург» вновь выиграл.
Сезон 2007/08 ван дер Варт начал, находясь в блестящей форме. В первых семи играх чемпионата он забил 6 голов. Всего за сезон Рафаэл забил 21 гол в матчах Бундеслиги, Кубка Германии и Кубка УЕФА, что стало лучшим достижением в его карьере.

#### «Реал Мадрид»
В конце сезона 2007/08 ван дер Вартом серьёзно интересовался «Атлетико Мадрид». За переход нидерландца «матрасники» предложили 15 млн евро, но руководство «Гамбурга» отклонило их предложение.
5 августа 2008 года Рафаэл подписал с клубом «Реал Мадрид» пятилетний контракт, сумма трансфера составила более 15 млн евро. 14 сентября дебютировал в испанской Примере и отметился забитым голом в матче против «Нумансии».
Летом 2009 года ван дер Варт мог покинуть «Реал Мадрид», после того как Мануэль Пеллегрини заявил, что нидерландские игроки, в том числе и Рафаэл не входят в его планы. Его 23-й номер на предсезонных играх был отдан Эстебану Гранеро. К закрытию летнего трансферного окна обе стороны в конце концов пришли к соглашению. Но известным соотечественникам пришлось покинуть клуб. Из команды ушли Руд ван Нистелрой, Уэсли Снейдер, Клас-Ян Хюнтелар и Арьен Роббен.

#### «Тоттенхэм Хотспур»
31 августа 2010 года Рафаэл ван дер Варт подписал контракт с английской командой «Тоттенхэм Хотспур».
Всё решалось в последнюю минуту. Жозе Моуринью был честен насчёт моих шансов и сказал, что они купили Месута Озила на мою позицию. Он сказал, что я могу остаться, но при этому не буду входить в стартовый состав. Тем не менее я по-прежнему хотел остаться в «Реале» на ещё один сезон и направился на сборы со сборной Нидерландов. Но около четырёх часов дня в последний день трансферного окна мне позвонил агент и сказал, что «Тоттенхэм» заинтересован в моём трансфере. Я спросил, есть ли у меня время обдумать предложение. Он ответил, что нужно дать окончательный ответ в течение двух часов. Я принялся обдумывать эту тему и уснул.

Внезапно меня разбудил телефонный звонок. На часах было около 5:40, и это снова был агент. Он сказал, что мне нужно принять решение здесь и сейчас. Я взял паузу в долю секунды и сказал: «Да, давай». У меня не было времени, чтобы поразмыслить над переходом или обсудить его с кем-то – это была чистая интуиция. Очень скоро я осознал, насколько это решение было удачным. С момента прибытия в команду «шпор» я почувствовал себя как дома
Как сообщал сам Рафаэл, он был рад перейти в сильный чемпионат и прекрасную команду, которую он оценил выше, чем самого заклятого врага своей команды — «Арсенал». Дебютировал Рафаэл в матче против «Вест Бромвича», а в следующем официальном матче «Шпор» сделал голевой пас на Питера Крауча, красиво навесив с левого фланга точно на голову нападающему. В том же матче получил надрыв, но уже скоро было ясно, что ван дер Варт не серьёзно травмирован и сможет выйти на поле против «Вулверхэмптона». В «Тоттенхэме» ван дер Варт стал игроком основного состава, в каждом матче действуя исключительно полезно, был избран «игроком месяца» в Премьер-Лиге. Всего за «Тоттенхэм» он провёл 63 встречи, забив при этом 24 гола.

#### «Гамбург»
31 августа 2012 года Рафаэл ван дер Варт перешёл обратно в «Гамбург». По словам футболиста, он был рад вернуться в Германию. Соглашение с игроком было рассчитано до конца сезона-2014/15. Дебютировал Рафаэл в матче с «Айнтрахтом» из Франкфурта-на-Майне. Во втором матче против дортмундской «Боруссии» отдал две голевые передачи, в третьем — против мёнхенгладбадской «Боруссии» — забил гол и не реализовал пенальти.

### «Реал Бетис»
15 июня 2015 года ван дер Варт подписал трёхлетний контракт с испанским клубом «Реал Бетис». В сезоне 2015/16 сыграл всего 7 матчей в чемпионате Испании и ещё два матча в Кубке Испании.

### «Мидтьюлланн»
В августе 2016 года перешёл в датский клуб «Мидтьюлланн», подписав двухлетний контракт.
Отыграв два года в «Мидтьюлланне» перешёл в другой клуб датской Суперлиги — «Эсбьерг», где принял участие в трёх играх, получил травму на тренировке и принял решение завершить карьеру.

## Сборная Нидерландов
Рафаэл ван дер Варт дебютировал за национальную сборную Нидерландов в матче с командой Андорры 6 октября 2001 года в возрасте 18 лет. Он играл за сборную на Евро-2004, чемпионате мира 2006 года, Евро-2008 и чемпионате мира 2010 года. После завершения карьеры Джованни ван Бронкхорста, стал капитаном сборной. На Евро-2012 забил в ворота Португалии. Нидерландцы проиграли со счётом 1:2 и вылетели с турнира.
Последний матч за сборную сыграл в 2013 году. Ван дер Варт был в расширенном составе сборной Нидерландов на чемпионат мира 2014 года в Бразилии, но из-за полученной травмы в конце мая 2014 года не вошёл в окончательную заявку.

## Статистика выступлений

### Клубная
| Клуб              | Сезон            | Лига | Лига | Кубок | Кубок | Кубок лиги | Кубок лиги | Еврокубки | Еврокубки | Другие | Другие | Всего | Всего |
| Клуб              | Сезон            | Игры | Голы | Игры  | Голы  | Игры       | Голы       | Игры      | Голы      | Игры   | Голы   | Игры  | Голы  |
| ----------------- | ---------------- | ---- | ---- | ----- | ----- | ---------- | ---------- | --------- | --------- | ------ | ------ | ----- | ----- |
| Аякс              | 1999/2000        | 1    | 0    | 0     | 0     | -          | -          | 0         | 0         | -      | -      | 1     | 0     |
| Аякс              | 2000/01          | 27   | 7    | 0     | 0     | -          | -          | 4         | 2         | -      | -      | 31    | 9     |
| Аякс              | 2001/02          | 20   | 14   | 0     | 0     | -          | -          | 5         | 1         | -      | -      | 25    | 15    |
| Аякс              | 2002/03          | 21   | 18   | 2     | 0     | -          | -          | 6         | 2         | 1      | 2      | 30    | 22    |
| Аякс              | 2003/04          | 26   | 7    | 1     | 0     | -          | -          | 7         | 1         | -      | -      | 34    | 8     |
| Аякс              | 2004/05          | 22   | 6    | 2     | 0     | -          | -          | 7         | 1         | 1      | 0      | 32    | 8     |
| Аякс              | Итого            | 117  | 52   | 5     | 0     | -          | -          | 29        | 7         | 2      | 2      | 153   | 61    |
| Гамбург           | 2005/06          | 19   | 9    | 2     | 0     | -          | -          | 8         | 5         | 7      | 2      | 36    | 16    |
| Гамбург           | 2006/07          | 26   | 8    | 0     | 0     | 2          | 0          | 5         | 3         | -      | -      | 33    | 11    |
| Гамбург           | 2007/08          | 29   | 12   | 4     | 4     | -          | -          | 9         | 3         | 2      | 2      | 44    | 21    |
| Гамбург           | Итого            | 74   | 29   | 6     | 4     | 2          | 0          | 22        | 11        | 9      | 4      | 113   | 48    |
| Реал Мадрид       | 2008/09          | 32   | 5    | 1     | 0     | -          | -          | 7         | 0         | 2      | 0      | 42    | 5     |
| Реал Мадрид       | 2009/10          | 26   | 6    | 2     | 1     | -          | -          | 3         | 0         | -      | -      | 31    | 7     |
| Реал Мадрид       | Итого            | 58   | 11   | 3     | 1     | -          | -          | 10        | 0         | 2      | 0      | 73    | 12    |
| Тоттенхэм Хотспур | 2010/11          | 28   | 13   | 1     | 0     | 0          | 0          | 7         | 2         | -      | -      | 36    | 15    |
| Тоттенхэм Хотспур | 2011/12          | 33   | 11   | 4     | 1     | 1          | 0          | 1         | 1         | -      | -      | 39    | 13    |
| Тоттенхэм Хотспур | 2012/13          | 2    | 0    | 0     | 0     | 0          | 0          | 0         | 0         | -      | -      | 2     | 0     |
| Тоттенхэм Хотспур | Итого            | 63   | 24   | 5     | 1     | 1          | 0          | 8         | 3         | 0      | 0      | 77    | 28    |
| Гамбург           | 2012/13          | 27   | 5    | 0     | 0     | 0          | 0          | 0         | 0         | -      | -      | 27    | 5     |
| Гамбург           | 2013/14          | 29   | 7    | 3     | 1     | 0          | 0          | 0         | 0         | -      | -      | 32    | 8     |
| Гамбург           | 2014/15          | 12   | 3    | 2     | 1     | 0          | 0          | 0         | 0         | -      | -      | 14    | 4     |
| Гамбург           | Итого            | 68   | 15   | 5     | 2     | 0          | 0          | 0         | 0         | 0      | 0      | 73    | 17    |
| Всего за карьеру  | Всего за карьеру | 380  | 131  | 24    | 8     | 3          | 0          | 69        | 21        | 13     | 6      | 489   | 166   |

(откорректировано по состоянию на 2 февраля 2015 года)

### Международная
| Нидерланды | 2001  | 1   | 0  |
| Нидерланды | 2002  | 2   | 0  |
| Нидерланды | 2003  | 10  | 3  |
| Нидерланды | 2004  | 13  | 1  |
| Нидерланды | 2005  | 9   | 2  |
| Нидерланды | 2006  | 5   | 1  |
| Нидерланды | 2007  | 10  | 5  |
| Нидерланды | 2008  | 14  | 1  |
| Нидерланды | 2009  | 10  | 2  |
| Нидерланды | 2010  | 14  | 1  |
| Нидерланды | 2011  | 5   | 1  |
| Нидерланды | 2012  | 10  | 4  |
| Нидерланды | 2013  | 6   | 4  |
| Всего      | Всего | 109 | 25 |

### Матчи ван дер Варта за сборную Нидерландов
| Матчи ван дер Варта за сборную Нидерландов | Матчи ван дер Варта за сборную Нидерландов | Матчи ван дер Варта за сборную Нидерландов | Матчи ван дер Варта за сборную Нидерландов | Матчи ван дер Варта за сборную Нидерландов | Матчи ван дер Варта за сборную Нидерландов |
| ------------------------------------------ | ------------------------------------------ | ------------------------------------------ | ------------------------------------------ | ------------------------------------------ | ------------------------------------------ |
| №                                          | Дата                                       | Оппонент                                   | Счёт                                       | Голы ван дер Варта                         | Соревнование                               |
| 1                                          | 6 октября 2001                             | Андорра                                    | 4:0                                        | —                                          | Чемпионат мира 2002 (отбор)                |
| 2                                          | 7 сентября 2002                            | Беларусь                                   | 3:0                                        | —                                          | Чемпионат Европы 2004 (отбор)              |
| 3                                          | 20 ноября 2002                             | Германия                                   | 3:1                                        | —                                          | Товарищеский матч                          |
| 4                                          | 29 марта 2003                              | Чехия                                      | 1:1                                        | —                                          | Чемпионат Европы 2004 (отбор)              |
| 5                                          | 2 апреля 2003                              | Молдова                                    | 2:1                                        | —                                          | Чемпионат Европы 2004 (отбор)              |
| 6                                          | 30 апреля 2003                             | Португалия                                 | 1:1                                        | —                                          | Товарищеский матч                          |
| 7                                          | 7 июня 2003                                | Беларусь                                   | 2:0                                        | —                                          | Чемпионат Европы 2004 (отбор)              |
| 8                                          | 20 августа 2003                            | Бельгия                                    | 1:1                                        | —                                          | Товарищеский матч                          |
| 9                                          | 6 сентября 2003                            | Австрия                                    | 3:1                                        | 1                                          | Чемпионат Европы 2004 (отбор)              |
| 10                                         | 10 сентября 2003                           | Чехия                                      | 1:3                                        | 1                                          | Чемпионат Европы 2004 (отбор)              |
| 11                                         | 11 октября 2003                            | Молдова                                    | 5:0                                        | 1                                          | Чемпионат Европы 2004 (отбор)              |
| 12                                         | 15 ноября 2003                             | Шотландия                                  | 0:1                                        | —                                          | Чемпионат Европы 2004 (отбор)              |
| 13                                         | 19 ноября 2003                             | Шотландия                                  | 6:0                                        | —                                          | Чемпионат Европы 2004 (отбор)              |
| 14                                         | 18 февраля 2004                            | США                                        | 1:0                                        | —                                          | Товарищеский матч                          |
| 15                                         | 31 марта 2004                              | Франция                                    | 0:0                                        | —                                          | Товарищеский матч                          |
| 16                                         | 28 апреля 2004                             | Греция                                     | 4:0                                        | —                                          | Товарищеский матч                          |
| 17                                         | 1 июня 2004                                | Фарерские острова                          | 3:0                                        | 1                                          | Товарищеский матч                          |
| 18                                         | 5 июня 2004                                | Ирландия                                   | 0:1                                        | —                                          | Товарищеский матч                          |
| 19                                         | 15 июня 2004                               | Германия                                   | 1:1                                        | —                                          | Чемпионат Европы 2004                      |
| 20                                         | 19 июня 2004                               | Чехия                                      | 2:3                                        | —                                          | Чемпионат Европы 2004                      |
| 21                                         | 30 июня 2004                               | Португалия                                 | 1:2                                        | —                                          | Чемпионат Европы 2004                      |
| 22                                         | 18 августа 2004                            | Швеция                                     | 2:2                                        | —                                          | Товарищеский матч                          |
| 23                                         | 3 сентября 2004                            | Лихтенштейн                                | 3:0                                        | —                                          | Товарищеский матч                          |
| 24                                         | 8 сентября 2004                            | Чехия                                      | 2:0                                        | —                                          | Чемпионат мира 2006 (отбор)                |
| 25                                         | 9 октября 2004                             | Македония                                  | 2:2                                        | —                                          | Чемпионат мира 2006 (отбор)                |
| 26                                         | 13 октября 2004                            | Финляндия                                  | 3:1                                        | —                                          | Чемпионат мира 2006 (отбор)                |
| 27                                         | 9 февраля 2005                             | Англия                                     | 0:0                                        | —                                          | Товарищеский матч                          |
| 28                                         | 30 марта 2005                              | Армения                                    | 2:0                                        | —                                          | Чемпионат мира 2006 (отбор)                |
| 29                                         | 4 июня 2005                                | Румыния                                    | 2:0                                        | —                                          | Чемпионат мира 2006 (отбор)                |
| 30                                         | 17 августа 2005                            | Германия                                   | 2:2                                        | —                                          | Товарищеский матч                          |
| 31                                         | 3 сентября 2005                            | Армения                                    | 1:0                                        | —                                          | Чемпионат мира 2006 (отбор)                |
| 32                                         | 7 сентября 2005                            | Андорра                                    | 4:0                                        | 1                                          | Чемпионат мира 2006 (отбор)                |
| 33                                         | 8 октября 2005                             | Чехия                                      | 2:0                                        | 1                                          | Чемпионат мира 2006 (отбор)                |
| 34                                         | 12 октября 2005                            | Македония                                  | 0:0                                        | —                                          | Чемпионат мира 2006 (отбор)                |
| 35                                         | 12 ноября 2005                             | Италия                                     | 1:3                                        | —                                          | Товарищеский матч                          |
| 36                                         | 16 июня 2006                               | Кот-д’Ивуар                                | 2:1                                        | —                                          | Чемпионат мира 2006                        |
| 37                                         | 21 июня 2006                               | Аргентина                                  | 0:0                                        | —                                          | Чемпионат мира 2006                        |
| 38                                         | 25 июня 2006                               | Португалия                                 | 0:1                                        | —                                          | Чемпионат мира 2006                        |
| 39                                         | 16 августа 2006                            | Ирландия                                   | 4:0                                        | —                                          | Товарищеский матч                          |
| 40                                         | 15 ноября 2006                             | Англия                                     | 1:1                                        | 1                                          | Товарищеский матч                          |
| 41                                         | 7 февраля 2007                             | Россия                                     | 4:1                                        | 1                                          | Товарищеский матч                          |
| 42                                         | 24 марта 2007                              | Румыния                                    | 0:0                                        | —                                          | Чемпионат Европы 2008 (отбор)              |
| 43                                         | 2 июня 2007                                | Республика Корея                           | 2:0                                        | 2                                          | Товарищеский матч                          |
| 44                                         | 6 июня 2007                                | Таиланд                                    | 3:1                                        | 1                                          | Товарищеский матч                          |
| 45                                         | 22 августа 2007                            | Швейцария                                  | 1:2                                        | —                                          | Товарищеский матч                          |
| 46                                         | 12 сентября 2007                           | Албания                                    | 1:0                                        | —                                          | Чемпионат Европы 2008 (отбор)              |
| 47                                         | 13 октября 2007                            | Румыния                                    | 0:1                                        | —                                          | Чемпионат Европы 2008 (отбор)              |
| 48                                         | 17 октября 2007                            | Словения                                   | 2:0                                        | —                                          | Чемпионат Европы 2008 (отбор)              |
| 49                                         | 17 ноября 2007                             | Люксембург                                 | 1:0                                        | —                                          | Чемпионат Европы 2008 (отбор)              |
| 50                                         | 21 ноября 2007                             | Беларусь                                   | 1:2                                        | 1                                          | Чемпионат Европы 2008 (отбор)              |
| 51                                         | 6 февраля 2008                             | Хорватия                                   | 3:0                                        | —                                          | Товарищеский матч                          |
| 52                                         | 26 марта 2008                              | Австрия                                    | 4:3                                        | —                                          | Товарищеский матч                          |
| 53                                         | 24 мая 2008                                | Украина                                    | 3:0                                        | —                                          | Товарищеский матч                          |
| 54                                         | 29 мая 2008                                | Дания                                      | 1:1                                        | —                                          | Товарищеский матч                          |
| 55                                         | 1 июня 2008                                | Уэльс                                      | 2:0                                        | —                                          | Товарищеский матч                          |
| 56                                         | 9 июня 2008                                | Италия                                     | 3:0                                        | —                                          | Чемпионат Европы 2008                      |
| 57                                         | 13 июня 2008                               | Франция                                    | 4:1                                        | —                                          | Чемпионат Европы 2008                      |
| 58                                         | 21 июня 2008                               | Россия                                     | 1:3                                        | —                                          | Чемпионат Европы 2008                      |
| 59                                         | 20 августа 2008                            | Россия                                     | 1:1                                        | —                                          | Товарищеский матч                          |
| 60                                         | 6 сентября 2008                            | Австралия                                  | 1:2                                        | —                                          | Товарищеский матч                          |
| 61                                         | 10 сентября 2008                           | Македония                                  | 2:1                                        | 1                                          | Чемпионат мира 2010 (отбор)                |
| 62                                         | 11 октября 2008                            | Исландия                                   | 2:0                                        | —                                          | Чемпионат мира 2010 (отбор)                |
| 63                                         | 15 октября 2008                            | Норвегия                                   | 1:0                                        | —                                          | Чемпионат мира 2010 (отбор)                |
| 64                                         | 19 ноября 2008                             | Швеция                                     | 3:1                                        | —                                          | Товарищеский матч                          |
| 65                                         | 11 февраля 2009                            | Тунис                                      | 1:1                                        | —                                          | Товарищеский матч                          |
| 66                                         | 1 апреля 2009                              | Македония                                  | 4:0                                        | 1                                          | Чемпионат мира 2010 (отбор)                |
| 67                                         | 6 июня 2009                                | Исландия                                   | 2:1                                        | —                                          | Чемпионат мира 2010 (отбор)                |
| 68                                         | 10 июня 2009                               | Норвегия                                   | 2:0                                        | —                                          | Чемпионат мира 2010 (отбор)                |
| 69                                         | 12 августа 2009                            | Англия                                     | 2:2                                        | 1                                          | Товарищеский матч                          |
| 70                                         | 5 сентября 2009                            | Япония                                     | 3:0                                        | —                                          | Товарищеский матч                          |
| 71                                         | 9 сентября 2009                            | Шотландия                                  | 1:0                                        | —                                          | Чемпионат мира 2010 (отбор)                |
| 72                                         | 10 октября 2009                            | Австралия                                  | 0:0                                        | —                                          | Товарищеский матч                          |
| 73                                         | 14 ноября 2009                             | Италия                                     | 0:0                                        | —                                          | Товарищеский матч                          |
| 74                                         | 18 ноября 2009                             | Парагвай                                   | 0:0                                        | —                                          | Товарищеский матч                          |
| 75                                         | 3 марта 2010                               | США                                        | 2:1                                        | —                                          | Товарищеский матч                          |
| 76                                         | 26 мая 2010                                | Мексика                                    | 2:1                                        | —                                          | Товарищеский матч                          |
| 77                                         | 1 июня 2010                                | Гана                                       | 4:1                                        | 1                                          | Товарищеский матч                          |
| 78                                         | 5 июня 2010                                | Венгрия                                    | 6:1                                        | —                                          | Товарищеский матч                          |
| 79                                         | 14 июня 2010                               | Дания                                      | 2:0                                        | —                                          | Чемпионат мира 2010                        |
| 80                                         | 19 июня 2010                               | Япония                                     | 1:0                                        | —                                          | Чемпионат мира 2010                        |
| 81                                         | 24 июня 2010                               | Камерун                                    | 2:1                                        | —                                          | Чемпионат мира 2010                        |
| 82                                         | 6 июля 2010                                | Уругвай                                    | 3:2                                        | —                                          | Чемпионат мира 2010                        |
| 83                                         | 11 июля 2010                               | Испания                                    | 0:1                                        | —                                          | Чемпионат мира 2010                        |
| 84                                         | 3 сентября 2010                            | Сан-Марино                                 | 5:0                                        | —                                          | Чемпионат Европы 2012 (отбор)              |
| 85                                         | 7 сентября 2010                            | Финляндия                                  | 2:1                                        | —                                          | Чемпионат Европы 2012 (отбор)              |
| 86                                         | 8 октября 2010                             | Молдова                                    | 1:0                                        | —                                          | Чемпионат Европы 2012 (отбор)              |
| 87                                         | 12 октября 2010                            | Швеция                                     | 4:1                                        | —                                          | Чемпионат Европы 2012 (отбор)              |
| 88                                         | 17 ноября 2010                             | Турция                                     | 1:0                                        | —                                          | Товарищеский матч                          |
| 89                                         | 25 марта 2011                              | Венгрия                                    | 4:0                                        | 1                                          | Чемпионат Европы 2012 (отбор)              |
| 90                                         | 29 марта 2011                              | Венгрия                                    | 5:3                                        | —                                          | Чемпионат Европы 2012 (отбор)              |
| 91                                         | 7 октября 2011                             | Молдова                                    | 1:0                                        | —                                          | Чемпионат Европы 2012 (отбор)              |
| 92                                         | 11 октября 2011                            | Швеция                                     | 2:3                                        | —                                          | Чемпионат Европы 2012 (отбор)              |
| 93                                         | 11 ноября 2011                             | Швейцария                                  | 0:0                                        | —                                          | Товарищеский матч                          |
| 94                                         | 26 мая 2012                                | Болгария                                   | 1:2                                        | —                                          | Товарищеский матч                          |
| 95                                         | 30 мая 2012                                | Словакия                                   | 2:0                                        | 1                                          | Товарищеский матч                          |
| 96                                         | 2 июня 2012                                | Северная Ирландия                          | 6:0                                        | —                                          | Товарищеский матч                          |
| 97                                         | 9 июня 2012                                | Дания                                      | 0:1                                        | —                                          | Чемпионат Европы 2012                      |
| 98                                         | 13 июня 2012                               | Германия                                   | 1:2                                        | —                                          | Чемпионат Европы 2012                      |
| 99                                         | 17 июня 2012                               | Португалия                                 | 1:2                                        | 1                                          | Чемпионат Европы 2012                      |
| 100                                        | 15 августа 2012                            | Бельгия                                    | 2:4                                        | —                                          | Товарищеский матч                          |
| 101                                        | 12 октября 2012                            | Андорра                                    | 3:0                                        | 1                                          | Чемпионат мира 2014 (отбор)                |
| 102                                        | 16 октября 2012                            | Румыния                                    | 4:1                                        | 1                                          | Чемпионат мира 2014 (отбор)                |
| 103                                        | 14 ноября 2012                             | Германия                                   | 0:0                                        | —                                          | Товарищеский матч                          |
| 104                                        | 22 марта 2013                              | Эстония                                    | 3:0                                        | 1                                          | Чемпионат мира 2014 (отбор)                |
| 105                                        | 26 марта 2013                              | Румыния                                    | 4:0                                        | 1                                          | Чемпионат мира 2014 (отбор)                |
| 106                                        | 14 августа 2013                            | Португалия                                 | 1:1                                        | —                                          | Товарищеский матч                          |
| 107                                        | 11 октября 2013                            | Венгрия                                    | 8:1                                        | 1                                          | Чемпионат мира 2014 (отбор)                |
| 108                                        | 16 ноября 2013                             | Япония                                     | 2:2                                        | 1                                          | Товарищеский матч                          |
| 109                                        | 19 ноября 2013                             | Колумбия                                   | 0:0                                        | —                                          | Товарищеский матч                          |

Итого: 109 матчей / 25 голов; 65 побед, 25 ничьих, 19 поражений.

## Личная жизнь
Мать Рафаэла — испанка, отец — нидерландец.
10 июня 2005 года Рафаэл женился на Сильвии Мейс (старше Рафаэла на 5 лет), нидерландской актрисе и телеведущей. 27 мая 2006 года у них родился первый ребёнок, сын Дамиан Рафаэл. Сильвия неплохо владеет футбольным мячом, но начала свою карьеру как топ-модель. В 2009 году она успешно прошла лечение рака груди путём хирургической операции и химиотерапии. 2 января 2013 года общий агент Сильвии и Рафаэля объявил об их разводе.
В 2016 году начал встречаться с гандболисткой сборной Нидерландов Эставаной Полман. 24 июня 2017 года Полман родила Рафаэлу дочь.
Ван дер Варт является поклонником дартса, он даже посещал профессиональный турнир по этой игре.

## Достижения

### Командные
«Аякс»
- Чемпион Нидерландов (2): 2001/02, 2003/04
- Обладатель Кубка Нидерландов: 2001/02
- Обладатель Суперкубка Нидерландов: 2002
- Итого: 4 трофея

«Гамбург»
- Обладатель Кубка Интертото (2): 2005, 2007
- Итого: 2 трофея

«Реал Мадрид»
- Обладатель Суперкубка Испании: 2008
- Итого: 1 трофей

«Мидтьюлланн»
- Чемпион Дании: 2017/18
- Итого: 1 трофей

Сборная Нидерландов
- Бронзовый призёр чемпионата Европы 2004 года
- Серебряный призёр чемпионата мира 2010 года
- Всего за карьеру: 8 трофеев

### Личные
- Футбольный талант года в Нидерландах: 2000/01
- Лучший спортсмен Амстердама: 2001
- Лучший игрок Амстердамского турнира: 2001
- Обладатель премии Golden Boy: 2003
- Игрок месяца английской Премьер-лиги: октября 2010